# 波密斑叶兰
波密斑叶兰（学名：Goodyera bomiensis）为兰科斑叶兰属下的一个种。

## 扩展阅读
- 維基物種上的相關：波密斑叶兰